# Ганмен (фільм, 2015)
Ганмен (Стрілець) (англ. The Gunman) — гостросюжетний бойовик французького режисера П'єра Мореля. Екранізація роману Жан-Патріка Маншетта «Позиція для лежачого стрільця» (фр. La Position du tireur couché). Зйомки фільму відбувалися в Барселоні та Лісабоні.

## Опис
Джим Тер'єр (Шон Пенн) — справжній професіонал своєї справи і один з найкращих найманих убивць. Він не раз ризикував життям і йшов до кінця заради виконання чергового завдання і саме за це йому дали особливе місце в команді найманців. Однак у якийсь момент стає зрозумілим, що правоохоронні органи можуть вийти на їх слід і для того, щоб замести всі сліди, доводиться прибрати навіть Джима: наказ про його вбивство вже дано і найближчим часом він має бути виконаний.
Але Джим не був би професіоналом, якби вчасно не дізнався про підготовану проти нього змову. Він погрожує тим, що в будь-який момент видасть зібраний компромат, якщо з ним щось трапиться. Джим просить допомоги у свого колишнього колеги Фелікса, але він не дуже налаштований йому допомагати, тому що обоє давно закохані в одну жінку — Енні, і смерть напарника була б йому якраз на руку. За Джимом починається смертельне полювання по всій Європі, і у нього не залишається іншого вибору, окрім як дати бій – один проти всіх.

## У ролях
| Актор               | Роль                                   |
| ------------------- | -------------------------------------- |
| Шон Пенн            | Джим Тер'єр                            |
| Жазмін Трінка       | Енні                                   |
| Рей Вінстон         | Стенлі                                 |
| Петер Францен       | Рейніґер                               |
| Ідріс Ельба         | спеціальний агент «Інтерполу» «Дюпонт» |
| Деніел Адеґбоєґа    | Брайсон                                |
| Біллі Біллінґем     | Рід                                    |
| Аде Оєфесо          | Юджин                                  |
| Хав'єр Бардем       | Фелікс                                 |
| Марк Райленс        | Кокс                                   |
| Рейчел Ласкар       | Каміла                                 |
| Алехандро Талаванте | тореадор                               |

## Інформація про дубляж
Фільм дубльовано студією «ААА-sound» на замовлення компанії «Вольга Україна» у 2015 році.
- Переклад: Юлії Когут
- Режисер дубляжу: Олександр Єфімов
- Ролі дублювали: Андрій Альохін, Юрій Ребрик, Катерина Брайковська, Андрій Федінчик, Ірина Грей, Юлія Перенчук, Ярослав Чорненький, Павло Скороходько, Анатолій Зіновенко, Дмитро Лавров, Олександр Єфімов та інші.